# Eva Berneke
Eva Berneke (født 22. april 1969) er en dansk erhvervsleder, der i 2014 blev administrerende direktør for it-koncernen KMD.
Hun var koncerndirektør i TDC fra 2007 – 2014, hvortil hun kom fra en stilling som konsulent og partner i McKinsey, Frankrig.
Berneke er uddannet civilingeniør fra DTU 1992 og har en MBA fra INSEAD 1995.

## Bestyrelser[2]
- DTU 2016 -
- KMD 2014 -
- Lego A/S -2011